# Synagogue Beth-El de Birmingham
Pour les articles homonymes, voir Synagogue Beth-El.
La synagogue Beth-El située dans la ville de Birmingham (Alabama, États-Unis) appartient à la communauté Beth-El fondée en 1907, membre de l'USCJ (Union des synagogues du judaïsme conservateur). C'est l'une des quatre synagogues conservatrices en Alabama.
Le rabbin actuel est Brian Glusman.  Le hazzan actuel est Daniel Gale.

## Historique
Les premiers Juifs arrivent à Birmingham en 1873. Ils sont attirés par les opportunités de travail dans cette ville en pleine expansion dans le domaine du charbon et du minerai du Sud des États-Unis. En 1881, une douzaine de familles se réunissent pour la première fois dans une maison particulière pour les fêtes de Roch Hachana. Dans les années 1880 de nombreux Juifs s'installent à Birmingham. En 1882, la communauté Emanu-El est officiellement constituée. Avec environ 100 familles participantes, la communauté réformée inaugure sa première synagogue en 1889.
Une communauté juive orthodoxe embryonnaire, "Knesseth Israel", érige sa première synagogue en 1903 pour desservir le nombre important d'immigrants en provenance d'Europe de l'Est.

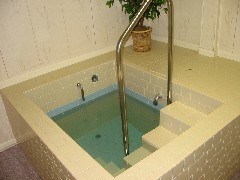
Le mikveh de la synagogue Beth-El.

La troisième communauté de Birmingham, "Beth-El", établie en 1907, et deuxième communauté orthodoxe de la ville, s'affilie en 1944 au mouvement conservateur.
La synagogue Beth-El actuelle est construite en 1926. Elle est située au 2179 Highland Avenue, dans la partie sud de Birmingham. Elle a été rénovée dans les années 1990 en y ajoutant un centre culturel et des salles de classe puis de nouveau après l'an 2000.
La synagogue Beth-El de Birmingham est l'une des rares synagogues conservatrice aux États-Unis possédant son propre mikvé.
La synagogue compte approximativement 600–700 familles juives de la région de Birmingham.

## Menaces à l'époque du combat pour les droits civiques
Les années 1950 et 1960 sont une période d'agitation à Birmingham. La police et les manifestants s'affrontent souvent dans la rue pendant le Mouvement des droits civiques. C'est aussi une période où plusieurs institutions et bâtiments religieux sont dynamités.
Le 28 avril 1958, 54 pains de dynamite sont placés à l'extérieur de la synagogue Beth-El afin de la détruire. D'après la police, les mèches explosives ont été détrempées par une grosse pluie, empêchant ainsi la dynamite d'exploser.
Bien que les coupables n'aient jamais été découverts, la police suspecte Bobby Frank Cherry, condamné ultérieurement pour le dynamitage de l'Église baptiste de la 16e rue, d'être le principal organisateur de cette tentative échouée.